# Guillaume Coustou (fiul)
Guillaume Coustou (fiul) (n. 19 martie 1716, Paris – d. 13 iulie 1777, Paris) a fost un sculptor francez.
Fiind fiul lui Guillaume Coustou și nepotul lui Nicolas Coustou, s-a format în atelierul familiei și, mai apoi, după câștigarea  Premiului Romei (Prix de Rome), în anul 1735, a fost admis la Academia Franceză din Roma, unde a studiat între anii 1736 și 1739.
Întors la Paris îl ajută pe tatăl său să finalizeze celebra lucrare Chevaux de Marly (Caii din Marly sau Îmblănzitorii de cai) pentru Castelul Marly. Lucrarea a fost finalizată și instalată în anul 1745.
A fost admis la Academia Regală de Pictură și Sculptură din Paris în anul 1742, iar după finalizarea studiilor începe o carieră de succes, aplecându-se în sculptarea de busturi a numeroase personaje religioase sau mitologice. Opera sa a fost influențată de barocul târziu (vezi Vulcan, expusă la Muzeul Luvru) și neoclasicismul timpuriu (vezi Ganymede, expusă la Muzeul Victoria și Albert din Londra).
Cea mai faimoasă lucrare a lui Guillaume Coustou (fiul) este considerată Monumentul Delfinului Ludovic din Catedrala Saint-Étienne de Sens.

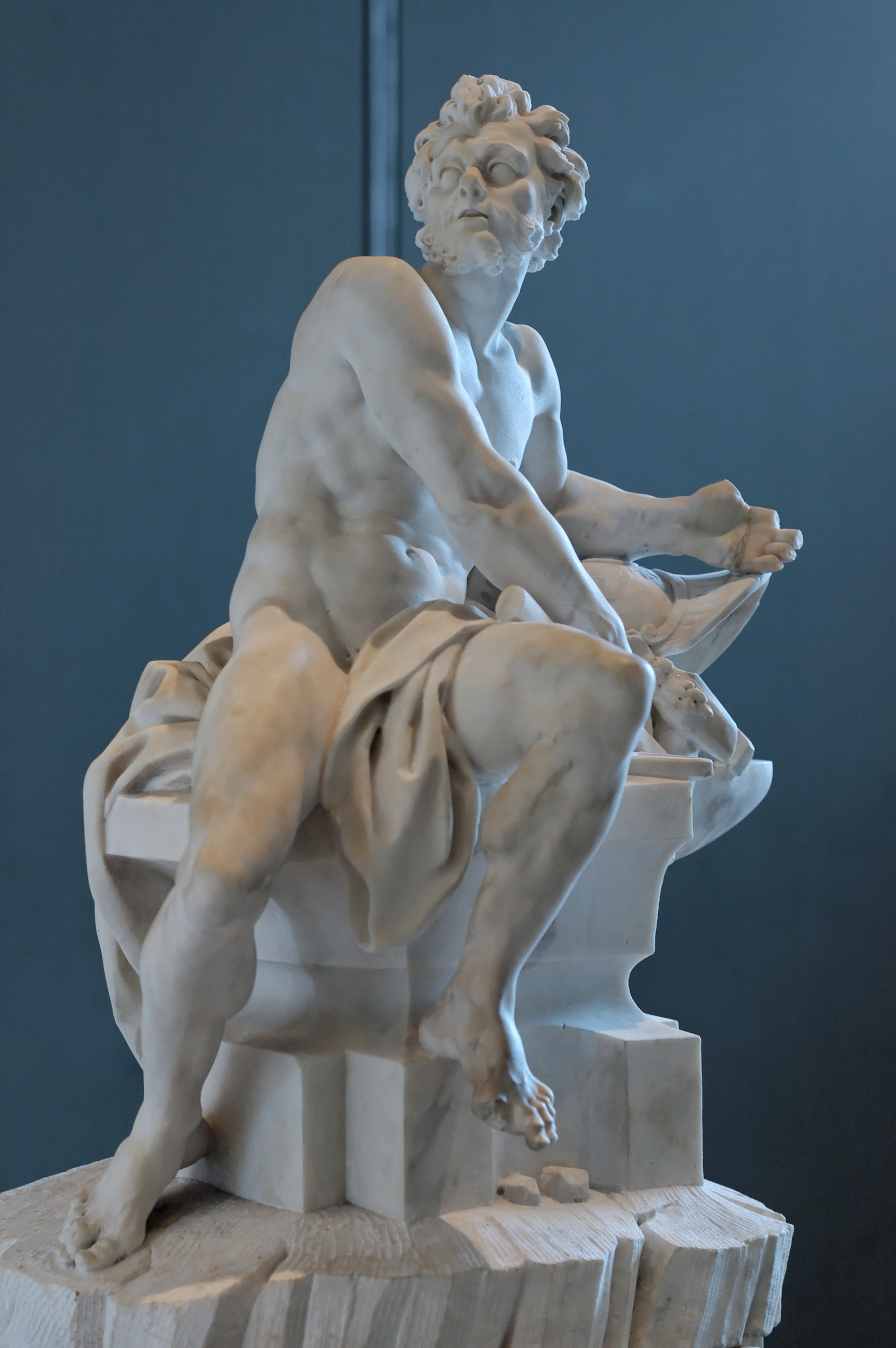
Vulcan, 1742, Muzeul Luvru